# Alpengems
De alpengems (Rupicapra rupicapra rupicapra) is de nominaatondersoort van de gems (Rupicapra rupicapra) en werd voor door Carl Linnaeus vermeld in de tiende editie van zijn Systema naturae uit 1758.

## Taxonomie
In de recent uitgebrachte publicaties van Wilson en Mittermeier (2011) en Groves en Grubb (2011) wordt de alpengems beschouwd als een van de vier ondersoorten van de gems, samen met de balkangems (R. r. balcanica), chartreusegems (R. r. cartusiana) en tatragems (R. r. tatrica). In het iets oudere Mammal Species of the World van Wilson en Reeder (2005) geldt de alpengems eveneens als ondersoort van Rupicapra rupicapra, maar is het een van de zes erkende ondersoorten.

## Verspreiding
De alpengems is het meest algemene berghoefdier van Europa en heeft zijn hoofdverspreidingsgebied in de Alpen. Daarnaast leeft deze ondersoort van de gems ook in het Juragebergte, Vogezen, Zwarte Woud, Elbezandsteengebergte, Schwäbische Alb en het Hrubý Jeseník-gebergte.
Deze ondersoort werd aan het begin van twintigste eeuw (1907 en 1914) uitgezet op Zuidereiland in Nieuw-Zeeland. De dieren werden geschonken door keizer Frans Jozef I van Oostenrijk. De herkomst van de dieren is niet geheel duidelijk, maar er wordt aangenomen dat ze uit Mürzsteg, Ebensee of de Tiroler Alpen komen.

## Algemene informatie
De huidige verspreiding van de ondersoort is grotendeels te danken aan herintroducties in deze gebieden. De gems, en ook de alpengems, hebben veel geleden door overbejaging, maar de alpengems is in delen van het historische verspreidingsgebied volledig hersteld. Ondanks dat de alpengems vooral geassocieerd wordt met hooggebergten, worden ze steeds vaker in bergbossen aangetroffen. Er wordt gedacht dat gemzen gedurende het Holoceen ook in zowel hooggebergten als bergbossen werden aangetroffen.

## Gedrag
Het paarseizoen bevindt zich hoofdzakelijk in november. Vrouwtjes zijn maar gedurende een paar dagen bronstig, wat ook invloed heeft op de intensiteit van het bronstgedrag van de mannetjes. Sommige mannetjes zijn in deze periode territoriaal, terwijl anderen actief achter vrouwtjes aangaan. Mannetjes met territoria proberen vrouwtjes hier te houden en andere mannetjes weg te jagen.

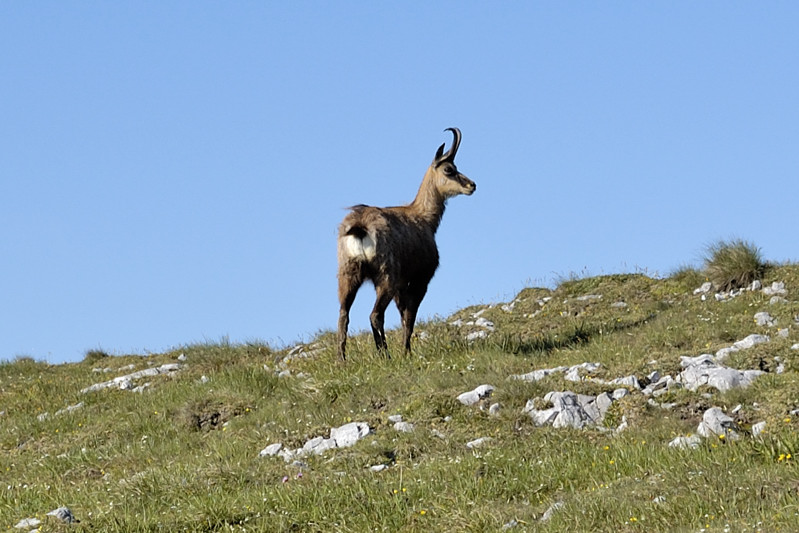
Vrouwelijke alpengems op de Schneeberg in Oostenrijk
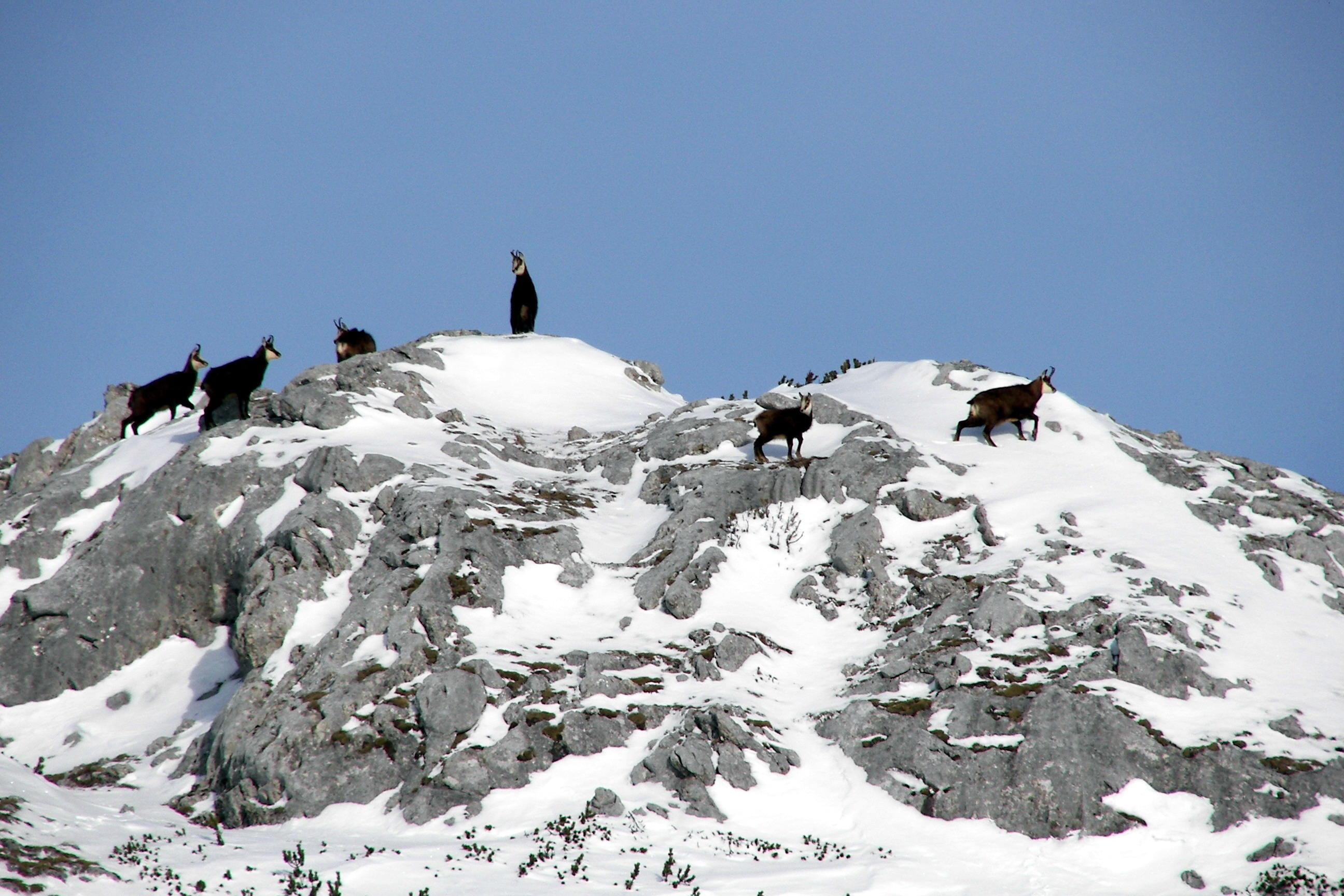
Gemzenkudde op de Schladminger Tauern in Oostenrijk
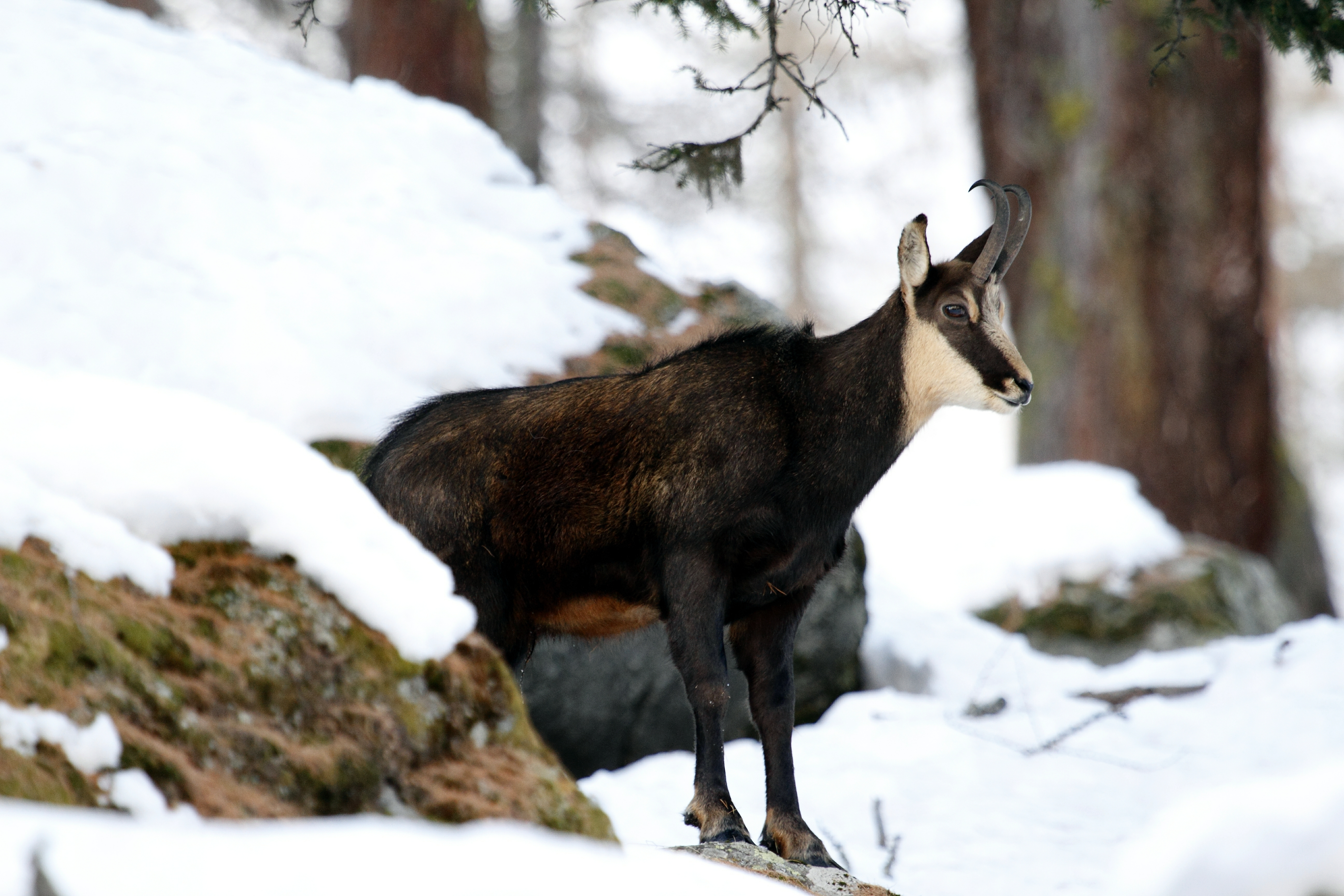
Mannelijke alpengems in Nationaal Park Gran Paradiso
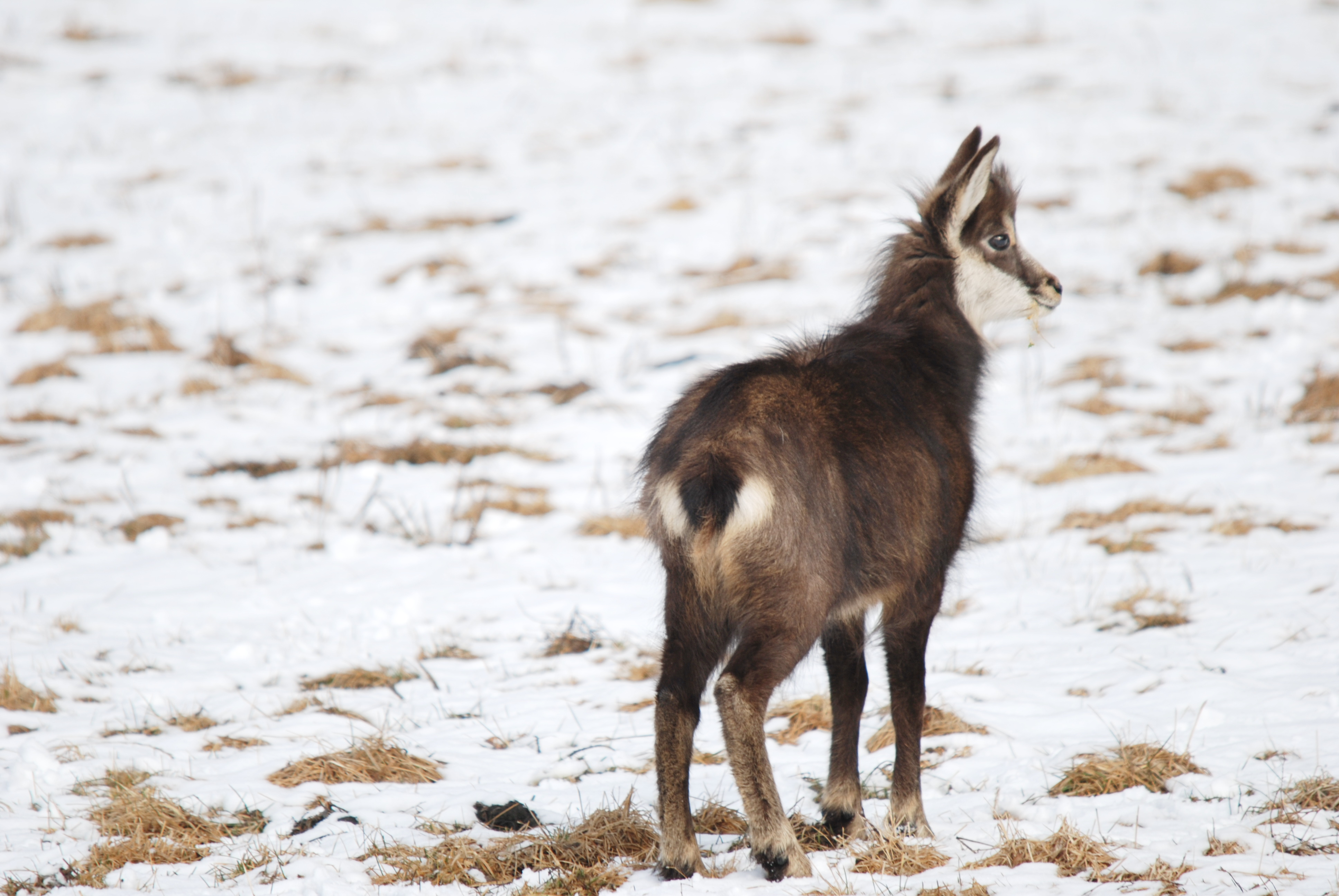
Jonge alpengems in de Stubaier Alpen
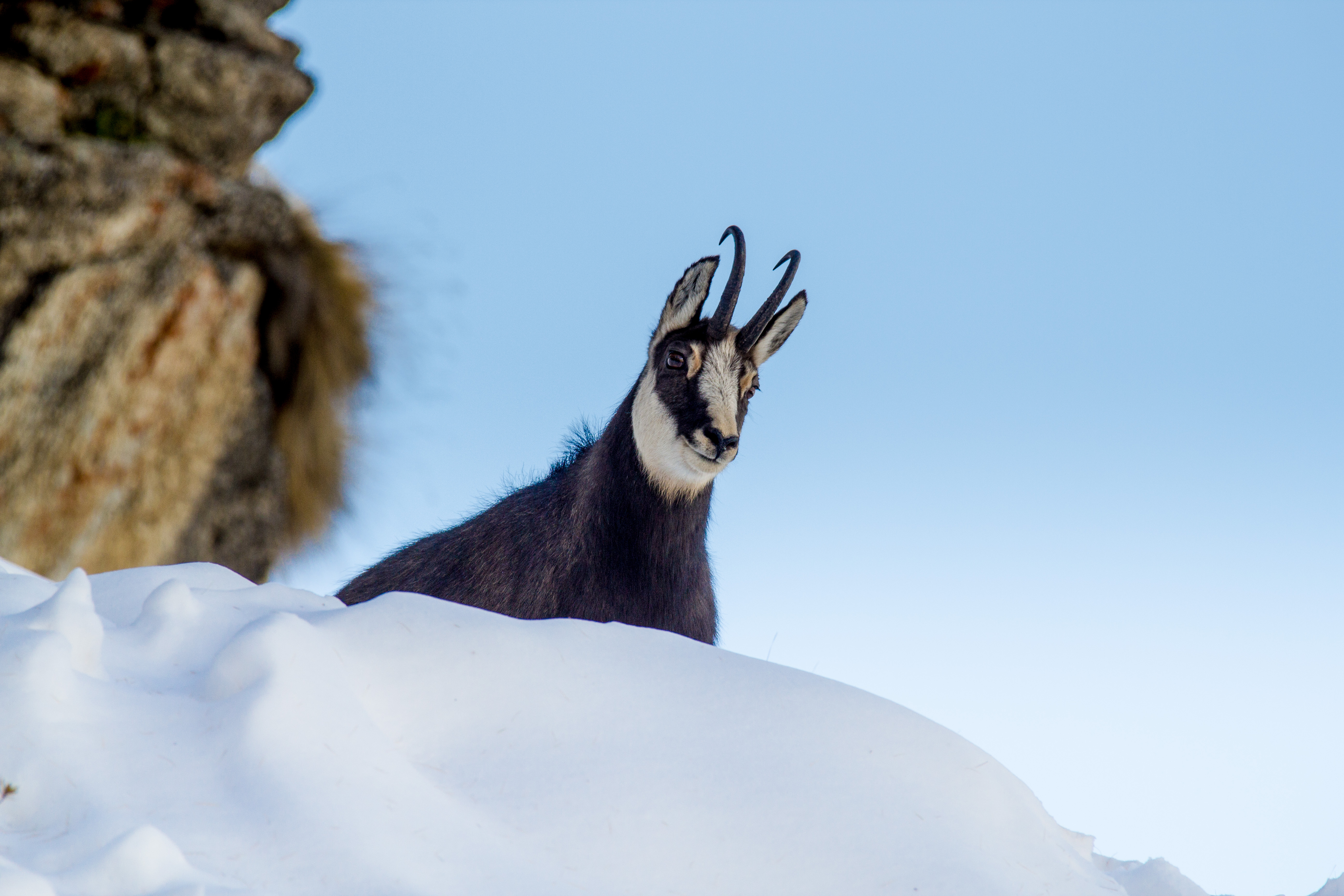
Nieuwsgierige alpengems in de Italiaanse gemeente Valsavarenche
De gems verschijnt vaak in heraldiek, hier bijvoorbeeld op het wapen van Valsavarenche.
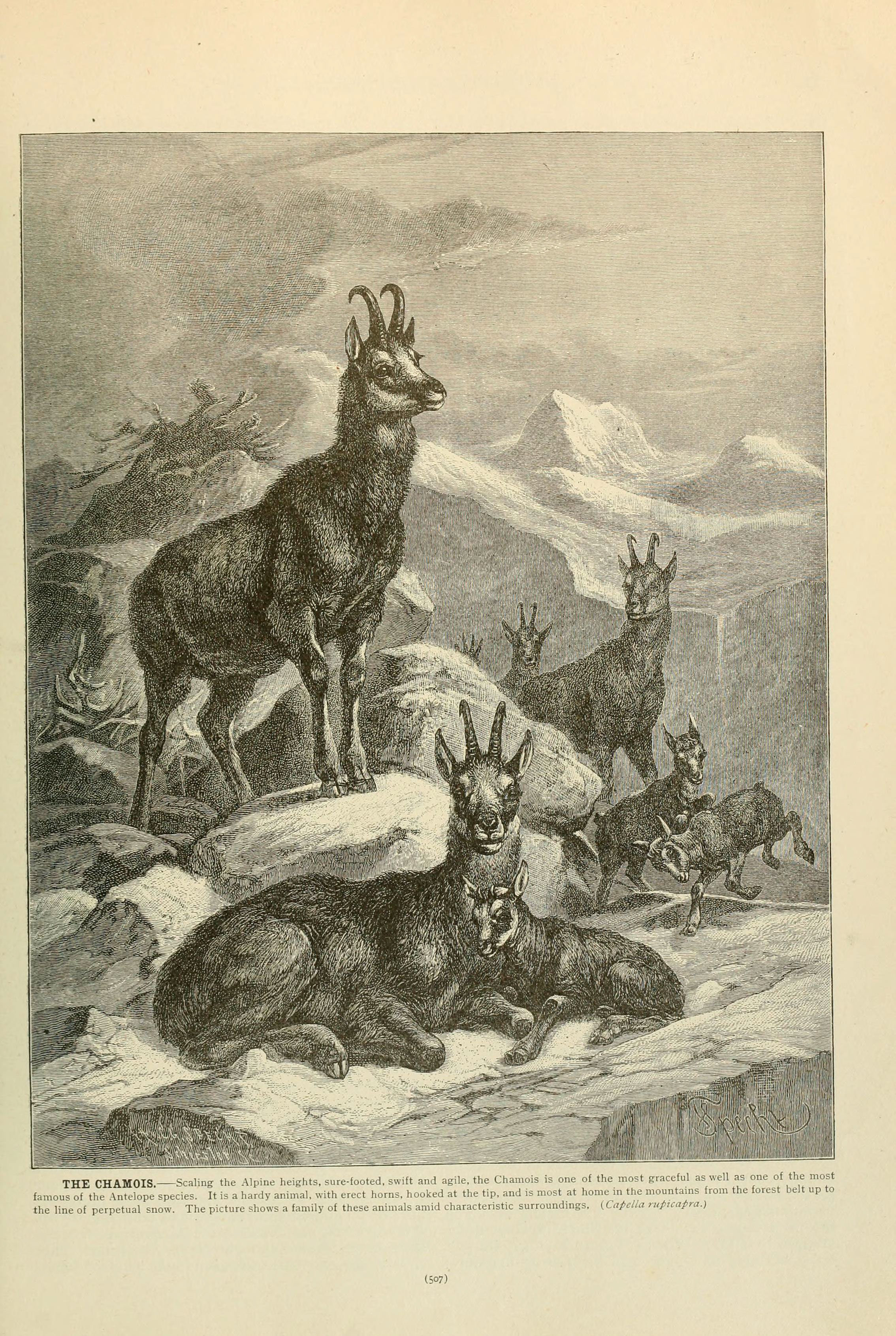
Illustratie van een alpengems in Het Leven der Dieren. Brehm, A.E., 1895